# Франсуаза-Мадлен-Клод де Вариньи
Франсуаза-Мадлен-Клод де Вариньи (фр. Françoise-Madeleine-Claude de Warignies; ок. 1655 — 9 февраля 1733), графиня де Сен-Жеран — французская аристократка, придворная дама королевы.

## Биография
Единственная дочь и наследница Франсуа де Вариньи, сеньора де Монфревиля, и Мадлен-Журдены де Карбоннель де Канизи, племянница сеньора де Бленвиля.
Юность провела в доме маршала Бельфона и его старой тетки госпожи де Виллар. В 1667 году вышла замуж за Бернара де Ла-Гиша, графа де Сен-Жерана, годом ранее окончательно признанного сыном своих родителей и получившего семейные титулы. Согласно отцу Ансельму, в этом браке около 1688 года родилась ставшая монахиней дочь, имени которой он не знает.
По словам герцога де Сен-Симона, «игравшая не последнюю роль при дворе» супруга Сен-Жерана, «прелестная и умом и телом, была женой не только для него одного, и брак их при всем желании никак нельзя было назвать удачным. Среди прочих пылкую страсть к ней питал месье де Сеньеле. Она пользовалась успехом в самом изысканном  
обществе и, будучи придворной дамой Королевы, сама проявляла изысканность во 
всем, вплоть до манеры держать себя за столом, отличавшейся тонким вкусом, 
изяществом и деликатностью».
В марте 1683 графиня де Сен-Жеран была назначена придворной дамой королевы Марии Терезии. В связи с этим госпожа де Колиньи 22 марта 1683 писала Бюсси-Рабютену: «Я удивлена и, полагаю, что не я одна, возвышением мадам де Сен-Жеран. Мне кажется, что мадам де Ментенон помогла ей проделать этот путь». Пребывание в должности было недолгим, так как королева умерла в августе того же года.
Граф де Сен-Жеран умер в 1696 году, но эта потеря не слишком огорчила графиню. «Жизнь 
ее проходила при дворе, и другого пристанища она не имела. Любезная и  
очаровательная в общении, она неизменно была окружена толпой друзей и подруг».
В том же году она подверглась опале из-за участия в шумных застольях, устраивавшихся герцогиней Энгиенской в ее домике в Версальском парке, который эта принцесса в шутку называла «Пустынью». Все более погружавшийся в ханжество Людовик XIV относился к подобным увеселениям неодобрительно и «недвусмысленно дал понять» дочери, что не потерпит присутствия графини на ее ужинах, хотя прямого запрета не издал, поскольку годичный траур по Сен-Жерану еще не закончился и король полагал, что она и так не осмелится участвовать в придворных забавах.
Тем не менее, герцогиня уговорила свою подругу прийти на ужин, рассчитывая, что Людовик ни о чем не узнает, но поскольку графиня была жизнерадостного нрава, «то увлекла всех своим весельем, ужин затянулся далеко за полночь» и герцогиня забыла о необходимости явиться в кабинет отца в назначенное время. Разгневанный Людовик приказал выяснить имена участников. Герцогиня отделалась строгим выговором, а графиня де Сен-Жеран была назначена главной виновницей скандала и получила приказ удалиться от двора на двадцать лье. При этом ей разрешили выбрать место жительства, и она, изображая смирение и раскаяние, поселилась в Руане, в Бельфонском монастыре, где настоятельницей была одна из ее родственниц.
За время опалы графиня ни разу не покидала своего убежища, а тем временем влиятельные друзья хлопотали за нее перед королем, и в 1699 году добились прощения. Госпоже де Сен-Жеран устроили торжественную встречу и предоставили апартаменты во дворце, поэтому, как полагает Сен-Симон, изгнание даже пошло ей на пользу, научив действовать более осторожно и предусмотрительно.